# Minerva (New York)
Minerva è un comune (town) degli Stati Uniti d'America nella contea di Essex nello Stato di New York. La popolazione era di 809 persone al censimento del 2010. La città prende il nome da Minerva, la divinità romana della lealtà in lotta.
Il comune si trova all'angolo sud-ovest della contea. In auto si trova 40 miglia (64 km) a nord-ovest di Queensbury, 85 miglia (137 km) a sud-ovest di Burlington, Vermont, 88 miglia (142 km) a sud di Plattsburgh, 93 miglia (150 km) a nord di Albany, e 147 miglia (237 km) a sud di Montréal, Canada.

## Geografia fisica
Secondo lo United States Census Bureau, ha un'area totale di 160,3 miglia quadrate (415,1 km²).

## Società

### Evoluzione demografica
Secondo il censimento del 2000, c'erano 796 persone.

### Etnie e minoranze straniere
Secondo il censimento del 2000, la composizione etnica della città era formata dal 96,86% di bianchi, lo 0,25% di afroamericani, lo 0,25% di nativi americani, lo 0,13% di asiatici, e il 2,51% di due o più etnie. Ispanici o latinos di qualunque razza erano lo 0,13% della popolazione.